# Enzo Millot
Enzo Camille Alain Millot (Lucé, 17 luglio 2002) è un calciatore francese, centrocampista dell'Al-Ahli.

## Biografia
Nasce in Francia, da genitori della Martinica.

## Caratteristiche tecniche
Giocatore dotato di dribbling e di un buon senso della posizione, possiede una buona tecnica di base, oltre a ricoprire il ruolo di trequartista può essere adoperato anche come ala destra. È mancino, è abile nelle rifiniture, inoltre sa anche trovare la conclusione sapendo calciare bene dalla media sistanza, riesce a calciare con precisione e potenza, capacità che combina alla sua abilità di sapersi muovere negli spazi liberi.

## Carriera

### Club

#### Monaco e Stoccarda
Cresciuto calcisticamente nelle giovanili del Monaco, esordisce in prima squadra il 4 ottobre 2020 in occasione della partita di campionato persa per 1-0 contro il Brest.
Il 14 agosto 2021, Millot firma un contratto quadriennale coi tedeschi dello Stoccarda. Il 5 aprile 2023 segna il suo primo gol con la maglia dello Stoccarda nella gara valevole per i quarti di finale di coppa nazionale che decide la vittoria per 1-0 contro il Norimberga. Il 5 maggio 2023 realizza la sua prima doppietta in occasione dello spareggio promozione-retrocessione, ribaltando il vantaggio iniziale dell'Amburgo conquistando una vottoria per 3-1. Nella Champions League serve al suo compagno El Bilal Touré l'assist con cui egli realizza la rete del 1-0 battendo la Juventus, inoltre Millot sigla una rete sconfiggendo per 5-1 gli Young Boys.
Nell'edizione 2024-2025 della Bundesliga segna un gol pareggiando per 3-3 contro il Mainz, un'altra rete la realizza vincendo per ai danni del Borussia Dortmund, è autore di un gol anche nel successo per 3-1 contro l'Heidenheim, infine segna una rete battendo l'Augusta per 4-0. Millot con la sua doppiatta contribuisce a vincere la finale della Coppa di Germania, con il risultato di 4-2 vincendo contro il l'Arminia Bielefeld, riportando un trofeo allo Stoccarda dopo 18 anni, segnando altresì una doppietta in finale.

### Nazionale
Vanta diverse presenze con le nazionali giovanili francesi, nel 2018 ha giocato in varie amichevole con la Nazionale Under-16, il 31 marzo Millot ha segnato una doppietta battendo in rimonata l'Argantina per 3-2. Conquista il bronzo con la Nazionale Under-17 nel campionato continentale di categoria dove segna due reti: la prima sconfiggendo per 6-1 la Repubblica Ceca e la seconda perdendo per 2-1 contro l'Italia. Sempre nello stesso anno prende parte al mondiale Under-17 disputato in Brasile, contribuendo a far raggiungere il terzo posto alla Francia, Millot realizza il gol del 4-0 battendo l'Australia.
Nel 2024 prende parte ai XXXIII giochi olimpici, convocato da Thierry Henry vincendo l'argendo, segna una sola rete, nella sconfitta in finale per 5-3 contro la Spagna.

## Statistiche
Statistiche aggiornate al 25 gennaio 2025.

### Presenze e reti nei club
| Stagione         | Squadra          | Campionato       | Campionato | Campionato | Coppe nazionali | Coppe nazionali | Coppe nazionali | Coppe continentali | Coppe continentali | Coppe continentali | Altre coppe | Altre coppe | Altre coppe | Totale | Totale | Totale |
| Stagione         | Squadra          | Comp             | Pres       | Reti       | Comp            | Pres            | Reti            | Comp               | Pres               | Reti               | Comp        | Pres        | Reti        | Pres   | Reti   |        |
| ---------------- | ---------------- | ---------------- | ---------- | ---------- | --------------- | --------------- | --------------- | ------------------ | ------------------ | ------------------ | ----------- | ----------- | ----------- | ------ | ------ | ------ |
| 2019-2020        | Monaco 2         | CFA              | 9          | 2          |                 | -               | -               |                    | -                  | -                  |             | -           | -           | 9      | 2      |        |
| 2020-2021        | Monaco           | L1               | 2          | 0          | CF              | 1               | 0               |                    | -                  | -                  |             | -           | -           | 3      | 0      |        |
| 2021-2022        | Stoccarda II     | RL               | 2          | 0          | -               | -               | -               |                    | -                  | -                  |             | -           | -           | 2      | 0      |        |
| 2021-2022        | Stoccarda        | BL               | 6          | 0          | CG              | 0               | 0               |                    | -                  | -                  |             | -           | -           | 6      | 0      |        |
| 2022-2023        | Stoccarda        | BL               | 23+2       | 0+2        | CG              | 4               | 2               |                    | -                  | -                  |             | -           | -           | 29     | 4      |        |
| 2023-2024        | Stoccarda        | BL               | 31         | 5          | CG              | 4               | 1               |                    | -                  | -                  |             | -           | -           | 35     | 6      |        |
| 2024-2025        | Stoccarda        | BL               | 29         | 6          | CG              | 5               | 3               | UCL                | 7                  | 2                  | SG          | 1           | 1           | 42     | 12     |        |
| Totale Stoccarda | Totale Stoccarda | Totale Stoccarda | 91         | 13         |                 | 13              | 6               |                    | 7                  | 2                  |             | 1           | 1           | 112    | 22     |        |
| Totale carriera  | Totale carriera  | Totale carriera  | 104        | 13         |                 | 14              | 6               |                    | 7                  | 2                  |             | 1           | 1           | 126    | 22     |        |

### Cronologia presenze e reti in nazionale
| Cronologia completa delle presenze e delle reti in nazionale ― Francia under 17 | Cronologia completa delle presenze e delle reti in nazionale ― Francia under 17 | Cronologia completa delle presenze e delle reti in nazionale ― Francia under 17 | Cronologia completa delle presenze e delle reti in nazionale ― Francia under 17 | Cronologia completa delle presenze e delle reti in nazionale ― Francia under 17 | Cronologia completa delle presenze e delle reti in nazionale ― Francia under 17 | Cronologia completa delle presenze e delle reti in nazionale ― Francia under 17 | Cronologia completa delle presenze e delle reti in nazionale ― Francia under 17 |
| Data                                                                            | Città                                                                           | In casa                                                                         | Risultato                                                                       | Ospiti                                                                          | Competizione                                                                    | Reti                                                                            | Note                                                                            |
| ------------------------------------------------------------------------------- | ------------------------------------------------------------------------------- | ------------------------------------------------------------------------------- | ------------------------------------------------------------------------------- | ------------------------------------------------------------------------------- | ------------------------------------------------------------------------------- | ------------------------------------------------------------------------------- | ------------------------------------------------------------------------------- |
| 27-10-2019                                                                      | Goiânia                                                                         | Francia under 17                                                                | 2 – 0                                                                           | Cile under 17                                                                   | Mondiali Under-17 2019 - 1º turno                                               | -                                                                               | 81’                                                                             |
| 30-10-2019                                                                      | Goiânia                                                                         | Corea del Sud under 17                                                          | 1 – 3                                                                           | Francia under 17                                                                | Mondiali Under-17 2019 - 1º turno                                               | -                                                                               | 64’                                                                             |
| 2-11-2019                                                                       | Goiânia                                                                         | Haiti under 17                                                                  | 0 – 2                                                                           | Francia under 17                                                                | Mondiali Under-17 2019 - 1º turno                                               | -                                                                               |                                                                                 |
| 7-11-2019                                                                       | Goiânia                                                                         | Francia under 17                                                                | 4 – 0                                                                           | Australia under 17                                                              | Mondiali Under-17 2019 - Ottavi di finale                                       | 1                                                                               | 77’                                                                             |
| 11-11-2019                                                                      | Goiânia                                                                         | Spagna under 17                                                                 | 1 – 6                                                                           | Francia under 17                                                                | Mondiali Under-17 2019 - Quarti di finale                                       | -                                                                               | 67’                                                                             |
| 15-11-2019                                                                      | Gama                                                                            | Francia under 17                                                                | 2 – 3                                                                           | Brasile under 17                                                                | Mondiali Under-17 2019 - Semifinale                                             | -                                                                               | 76’                                                                             |
| Totale                                                                          |                                                                                 | Presenze                                                                        | 6                                                                               |                                                                                 | Reti                                                                            | 1                                                                               |                                                                                 |

| Cronologia completa delle presenze e delle reti in nazionale ― Francia olimpica | Cronologia completa delle presenze e delle reti in nazionale ― Francia olimpica | Cronologia completa delle presenze e delle reti in nazionale ― Francia olimpica | Cronologia completa delle presenze e delle reti in nazionale ― Francia olimpica | Cronologia completa delle presenze e delle reti in nazionale ― Francia olimpica | Cronologia completa delle presenze e delle reti in nazionale ― Francia olimpica | Cronologia completa delle presenze e delle reti in nazionale ― Francia olimpica | Cronologia completa delle presenze e delle reti in nazionale ― Francia olimpica |
| Data                                                                            | Città                                                                           | In casa                                                                         | Risultato                                                                       | Ospiti                                                                          | Competizione                                                                    | Reti                                                                            | Note                                                                            |
| ------------------------------------------------------------------------------- | ------------------------------------------------------------------------------- | ------------------------------------------------------------------------------- | ------------------------------------------------------------------------------- | ------------------------------------------------------------------------------- | ------------------------------------------------------------------------------- | ------------------------------------------------------------------------------- | ------------------------------------------------------------------------------- |
| 22-3-2024                                                                       | Châteauroux                                                                     | Francia olimpica                                                                | 3 – 2                                                                           | Costa d'Avorio olimpica                                                         | Amichevole                                                                      | -                                                                               | 58’                                                                             |
| 4-7-2024                                                                        | Bayonne                                                                         | Francia olimpica                                                                | 4 – 1                                                                           | Paraguay olimpica                                                               | Amichevole                                                                      | -                                                                               | 46’ 49’                                                                         |
| 11-7-2024                                                                       | Tolone                                                                          | Francia olimpica                                                                | 7 – 0                                                                           | Rep. Dominicana olimpica                                                        | Amichevole                                                                      | 1                                                                               | 74’                                                                             |
| 17-7-2024                                                                       | Tolone                                                                          | Francia olimpica                                                                | 1 – 1                                                                           | Giappone olimpica                                                               | Amichevole                                                                      | -                                                                               | 46’                                                                             |
| 24-7-2024                                                                       | Marsiglia                                                                       | Francia olimpica                                                                | 3 – 0                                                                           | Stati Uniti olimpica                                                            | Olimpiadi 2024 - 1º turno                                                       | -                                                                               | 71’                                                                             |
| 30-7-2024                                                                       | Marsiglia                                                                       | Francia olimpica                                                                | 1 – 0                                                                           | Guinea olimpica                                                                 | Olimpiadi 2024 - 1º turno                                                       | -                                                                               | 59’                                                                             |
| 2-8-2024                                                                        | Bordeaux                                                                        | Francia olimpica                                                                | 1 – 0                                                                           | Argentina olimpica                                                              | Olimpiadi 2024 - Quarti di finale                                               | -                                                                               | 90+5’ 90+12’                                                                    |
| 9-8-2024                                                                        | Parigi                                                                          | Francia olimpica                                                                | 3 – 5 dts                                                                       | Spagna olimpica                                                                 | Olimpiadi 2024 - Finale                                                         | 1                                                                               | 78’                                                                             |
| Totale                                                                          |                                                                                 | Presenze                                                                        | 8                                                                               |                                                                                 | Reti                                                                            | 2                                                                               |                                                                                 |

## Palmarès

### Club

#### Competizioni nazionali
- Coppa di Germania: 1

Stoccarda: 2024-2025

### Nazionale
- Argento olimpico: 1

2024